# Амадина-рубінчик смугаста
Амадина-рубінчик смугаста (Aidemosyne modesta) — вид горобцеподібних птахів родини астрильдових (Estrildidae). Ендемік Австралії.

## Поширення
Вид поширений на сході Австралії у штатах Квінсленд та Новий Південний Уельс. Мешкає в сухих саванах і субтропічних або тропічних низинних сухих чагарниках.

## Опис
Він має розміри приблизно 14-16 см, включаючи хвіст (який може становити до третини загальної довжини). Верхня частина тіла (потилиця, спина, крила, круп і хвіст) темно-коричневого кольору, з тенденцією до темніння на крупі і хвості, тоді як черевна частина (щоки, горло, груди, живіт і боки) має бежевий колір, який переходить у білий у центральній частині живота та підхвістя. Білі смужки присутні на бровах, шиї, грудях, боках, крупі та хвості, тоді як на махових перах є два ряди білих плям. Дзьоб чорний, ноги тілесного кольору, очі темно-карі. У самця також є чуб іржавого кольору та лобова пляма такого ж кольору, які у самки зменшені або відсутні.

## Спосіб життя
Поза репродуктивним періодом утворює великі зграї (до 300 особин і більше), часто живе у змішаних з іншими видами птахів зграях. Вдень пересувається по землі або серед трави в пошуках поживи. Зерноїдний птах, який харчується великою кількістю дрібного насіння, переважно недозрілого. Однак він не гребує також поїданням паростків, фруктів і ягід, в той час як він дуже рідко поєднує свій раціон з дрібними комахами або іншими безхребетними.
Сезон розмноження зазвичай припадає на вересень-січень. Гніздо будує в низьких трав'яних купинах і невисоких кущах. Птахи часто використовують малину та ожину, натуралізовані в Австралії. Кладка складається з чотирьох-п'яти яєць. Їх висиджують обидва птахи протягом 13 днів. Гніздовий період молодих птахів становить 22 дні.